# Eunidia obliquevittulipennis
Eunidia obliquevittulipennis là một loài bọ cánh cứng trong họ Cerambycidae.